# Винифреда
Святая Винифреда (Венефрида; валл. Gwenffrewi; лат. Wenefreda, Winifreda) — валлийская дева-мученица VII века. Её история была известна ещё в VIII веке, но стала популярной в Англии в XII веке, когда её агиография была впервые записана. В Русской православной церкви почитается как Винифреда Трефинонская, её память отмечается в Третью неделю по Пятидесятнице, в день празднования Собора Британских и Ирландских святых.
Целебный источник на выбранном традицией месте её обезглавливания и воскрешения теперь является святыней и местом паломничества под названием Колодец святой Винифреды (Холивел, Флинтшир, Уэльс), и известен как «Лурд Уэльса».

## Биография

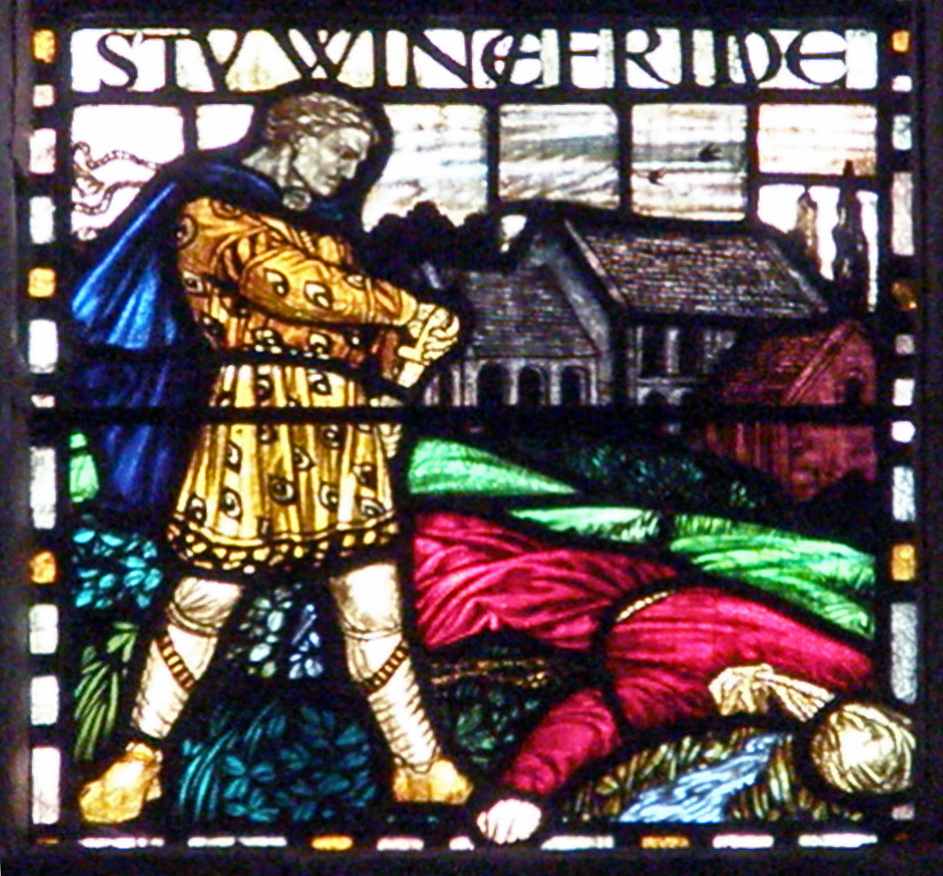
Витраж, изображающий мученичество Винифреды (Маргарет Агнес Роуп, западное окно, собор Шрусбери, 1910 г.)

Самые старые свидетельства о жизни Винифреды относятся к XII веку. Согласно легенде, Винифреда была дочерью вождя Тегейнгла (Tegeingl), валлийского дворянина Тифида сына Эйлита, брата Беуно. Её матерью была Венло (Wenlo), сестра святого Беуно и родственница королей Южного Уэльса.
Согласно легенде, Карадог (Caradog) сын принца Алана, узнав о красоте и достоинствах девушки решил просить её руки. На момент его приезда родители девушки отправились на мессу. Узнав о том, что Винифреда решила стать монахиней Карадог пришёл в ярость пытаясь мольбой и угрозами заставить изменить решение. Испуганная девушка попыталась бежать к церкви, где находились родители, но Карадог догнал и обезглавил её. Там, где упала её голова, появился целебный источник. Впоследствии благодаря усилиям Беуно голова Винифреды была соединена с её телом, и она была возвращена к жизни. Увидев, как убийца с наглым и дерзким видом опирается на меч, Беуно воззвал к небесному наказанию, и Карадог упал замертво на месте, согласно распространённой легенде — земля разверзлась и поглотила его. Беуно покинул Холивелл и вернулся в Кернарфон; перед уходом он сел на камень, который сейчас стоит во внешнем бассейне колодца, и там пообещал во имя Бога, что «каждый, кто на этом месте трижды попросит у Бога милости во имя святой Винифреды получит милость, о которой он просил, если это будет на благо его души». 
Тивид был отцом Оуайна Пенниверва, который был латодом Карадока, правитель Пенн Арлаок. Это подтверждает связь Карадога с Хаварденом, но дает альтернативную версию его смерти, а именно то, что он был убит Оуэйном Пеннифервом, сыном Тайфида, то есть братом Гвенфрюи. Ранульф Хигден (ум. 1364) в своем «Полихрониконе» говорит, что дети и потомки неназванного преступника, совершившего преступление, лаяли, как собачьи щенки, пока не просили милости у колодца Уайнфред или у ее святыни в городе Шрусбери, «где она покоится сегодня».
После восьми лет, проведённых в Холивелле, Винифреда получила благословление покинуть монастырь и удалиться вглубь страны. Она отправилась в паломничество. В конце концов она прибыла в Гвитерин (Gwytherin) у истока реки Элви. Позже она стала монахиней и настоятельницей в Гвитерине в Денбишире. В более сложных версиях этой истории рассказывается о многих подробностях её жизни, в том числе о паломничестве Винифреды в Рим.
Католическая энциклопедия утверждала, что святая родилась под именем Геневра около 600 года, а умерла 3 ноября 660 года. После английского завоевания имя было изменено на английскую форму Winefride. Оксфордский биографический словарь датировал смерть примерно 650 годом.
Учитывая позднюю дату появления самых ранних сохранившихся письменных отчётов о жизни Винифреды, её существование подвергается сомнению с XIX века. Она не записана ни в валлийской родословной святых, ни в календаре валлийских святых XIII века. Однако есть свидетельства её культа за столетия до появления её первой агиографии. Две небольшие части дубового реликвария VIII века были обнаружены в 1991 году и идентифицированы на основе более ранних рисунков как принадлежащие Arch Gwenfrewi, реликварию Винифреды. В реликварии, вероятно, находился предмет одежды или другой предмет, связанный со святой, но не её кости. По словам историка Линн Хайди Стамп (Lynne Heidi Stumpe), реликварий является «хорошим доказательством того, что она была признана святой вскоре после своей смерти» и, следовательно, её историчности. Реликварий может быть даже «самым ранним сохранившимся свидетельством формального культа любого валлийского святого».

## Почитание
Почитание Винифреды как святой мученицы засвидетельствовано с XII века. Её в основном почитают в Англии, а не в Уэльсе, что побудило Цезаря Барония перечислить её как «английскую святую» в своём Римском мартирологе 1584 года.
В 1138 году реликвии Винифреды были перевезены в Шрусбери и легли в основу святилища. Церковь святой Винифреды в Стейнтоне — церковь XII века, расположенная в деревне Стейнтон, Южный Йоркшир, Англия.

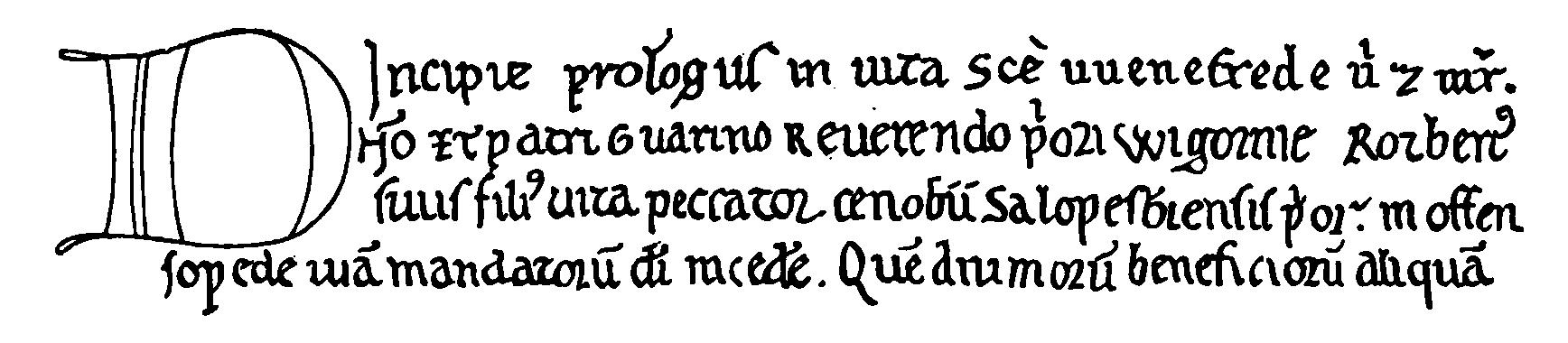
Часть пролога жизни святой Винифреды Роберта из Шрусбери

Подробности жизни Винифреды собраны в рукописи в Британском музее, которая, как говорят, была написана британским монахом Элериусом, современником святой, а также из рукописи жизни в Бодлианской библиотеке, составленной в 1130 г. Робертом, приором Шрусбери (умер в 1168). Приору Роберту обычно приписывают распространение культа святой, в рамках которого он перенёс её мощи из Гвитерина в аббатство Шрусбери и написал наиболее влиятельное жизнеописание святой. Летописец Джон Тайнмутский также писал об Винифреде.
Чтобы ещё больше повысить престиж аббатства, аббат Николас Стивенс построил новое святилище для святой Винифреды в XIV веке, прежде чем несколько монахов украли мощи святого Беуно из Рьюла и установили их в церкви аббатства. Хотя аббатство было оштрафовано, реликвии разрешили оставить себе.
Издание «Золотой легенды» Уильяма Кэкстона 1483 года включало историю святой. В следующем году он напечатал её отдельное «Житиё».

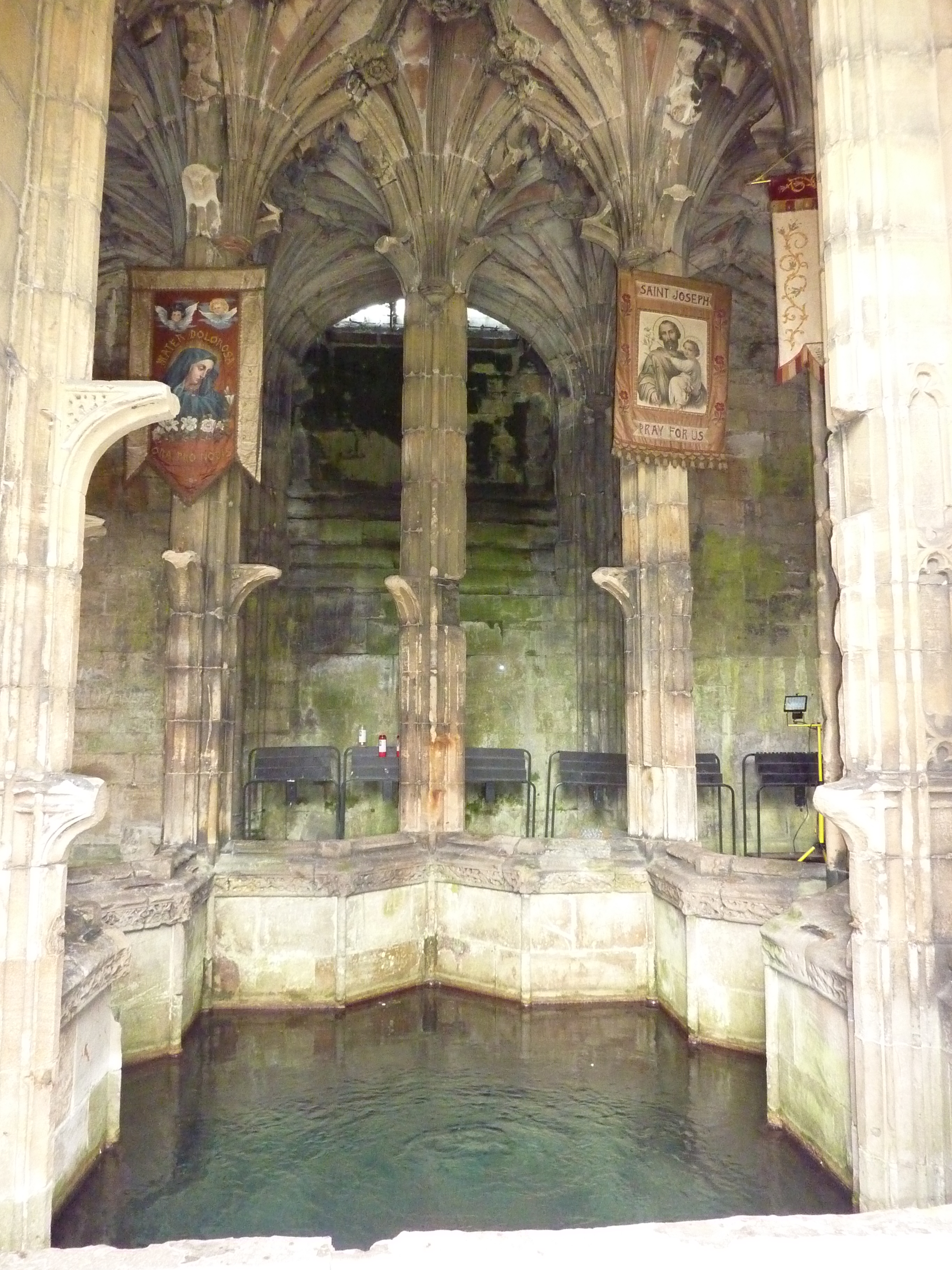
Колодец святой Винифреды в Холивелле, одном из старейших постоянно посещаемых мест паломничества в Великобритании.

Святыня и колодец в Шрусбери стали главными объектами паломничества в позднем средневековье, но святыня была разрушена Генрихом VIII в 1540 году.
Колодец в Холивелле, изначально образовавшийся из горного источника, расположен ниже города на склоне крутого холма. На территории колодца также находится выставка, подробно излагающая историю святой и её святыни; Викторианский дом бывших хранителей также был преобразован в музей паломничества.

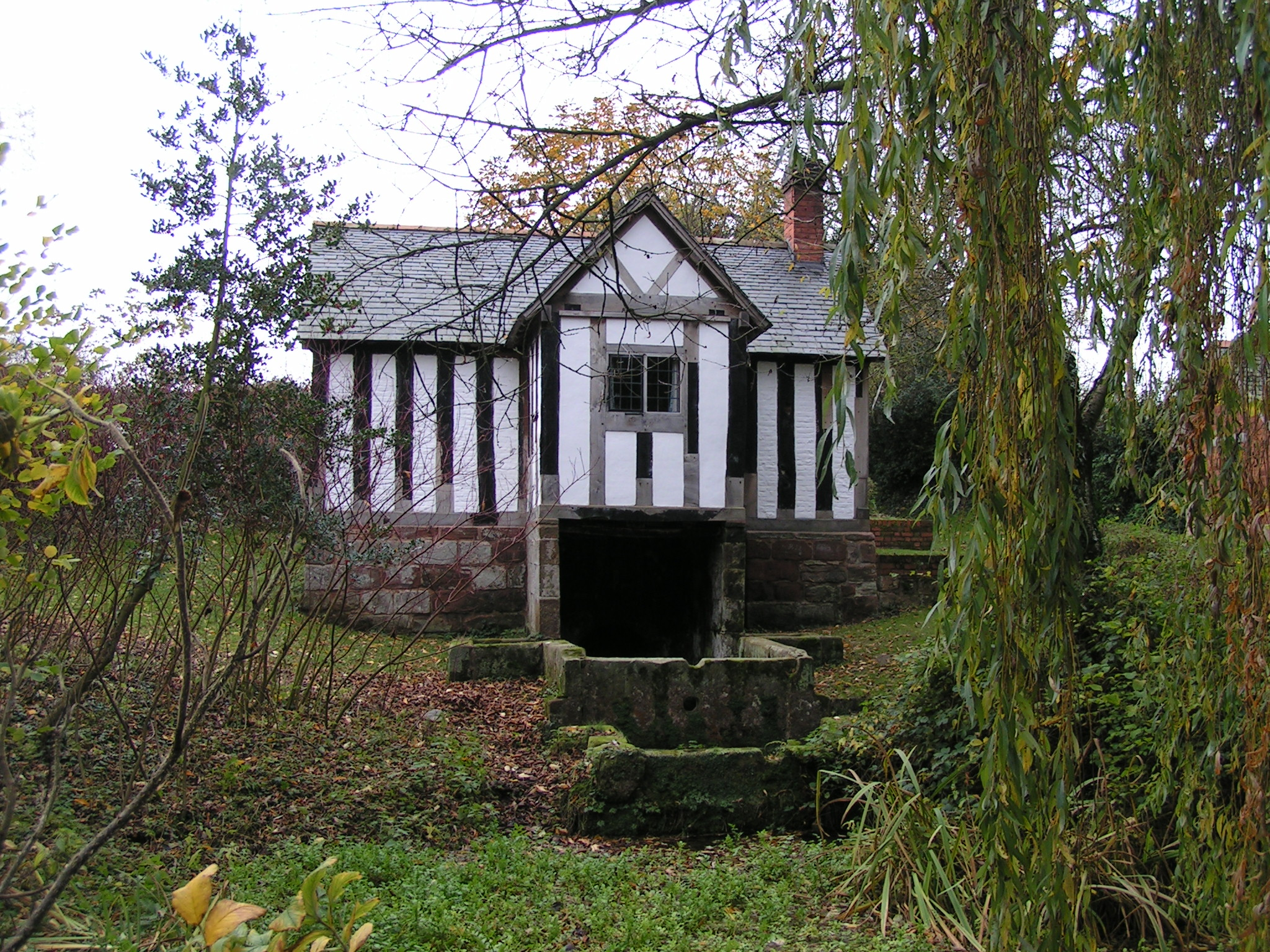
Колодец святой Винифреды, бывшая часовня колодца XIV века, Вулстон, Шропшир.

Другой колодец, названный в честь Винифреды, находится в деревушке Вулстон недалеко от Освестри в Шропшире. Согласно легенде, считается, что по пути в аббатство Шрусбери тело Винифреды было размещено там на ночь, и из-под земли вырвался родник. Колодец прикрыт фахверковым коттеджем XV века. Вода течёт через ряд каменных желобов в большой пруд, который затем впадает в ручей. Коттедж находится в ведении Landmark Trust.
Источник на Лансдаун-Хилл в Бате был известен как источник святой Винифреды и дал своё название соседнему Winifreds Lane. Кажется, нет никакой известной связи с жизнью святой, но когда-то предполагалось, что его воды помогают женщинам зачать ребёнка.

### Римский мартиролог
В издании Римского мартиролога 2004 года Винифред указана 2 ноября под латинским именем лат. Winefrídae. Она указана следующим образом: «У источника, расположенного в Холивелле в Уэльсе, святая Винифреда Дева, выдающаяся в своём свидетельстве как монахиня». Винифреда официально признана Ватиканом человеком с историческим прошлым, жившим образцовой религиозной жизнью, но без обсуждения чудес и исцелений, которые она могла совершить. Как святая I тысячелетия, она признана святой народным признанием, а не была когда-либо официально канонизирована.
В нынешнем римско-католическом литургическом календаре Уэльса день памяти Винифреды отмечается 3 ноября, поскольку 2 ноября обозначено как День поминовения усопших.

### Иконография
Изображение Винифреды в витражах в Лландирноге и Лланасе сосредоточено на её обучении и статусе мученицы, но третий аспект её жизни, её религиозное лидерство, также визуально отмечен. На печати капитула собора Св. Асафа (сейчас в Национальных музеях и галереях Уэльса, Катайс-Парк, Кардифф) она изображена настоятельницей с посохом, символом лидерства и власти, и реликварием.

## Отсылки в художественной литературе
Колодец святой Винифреды, называемый среднеангл. þe Holy Hede, упоминается в средневековой поэме «Сэр Гавейн и Зелёный рыцарь» (Passus II). Она также появляется как персонаж в экранизации поэмы 2021 года, где её сыграла актриса Эрин Келлиман.
Комедия Уильяма Роули XVII-го века «Сапожник-джентльмен» инсценирует историю святой Винифреды, основанную на версии рассказа Томаса Делони «Нежное ремесло» (The Gentle Craft, 1584 г.).
Английский поэт Джерард Мэнли Хопкинс увековечил память святой в своей незаконченной драме «Колодец святой Винифреды» .
Перемещение костей Винифреды в Шрусбери описано (на базе вымысла) в «Страстях по мощам» (A Morbid Taste for Bones), первом из романов Эллис Питерс о брате Кадфаэле, с сюжетным поворотом, согласно которому её кости тайно оставляют в Уэльсе, а кого-то ещё помещают в святыню; святая Винифреда изображается как важный персонаж во всех книгах серии «Брат Кадфаэль». Празднование в её день памяти стало местом действия двух романов: The Rose Rent и The Pilgrim of Hate.
Австралийский писатель Джеральд Мурнейн упоминает святую Винифреду в своём романе «Внутренние земли» (Inland).

## Наследие
Статуя святой Винифреды возвышается над рекой Гудзон в Гудзоне, штат Нью-Йорк .